# 反浸透法
反浸透法（はんしんとうほう　繁体字中国語: 反滲透法)は、中華民国が2020年1月15日の施行を発表した法案である。 反浸透の法制度を構築するために、2018年民主進歩党の立法会の議員は「中国共産党工作員法 」と「外国勢力による影響の透明化法」の8つのバージョンを提案し、2019年11月下旬には「外国の敵対勢力」による浸透・干渉の防止を規制するために、この法案の簡易版を提出した。その初期草案の全文は12条からなり。2019年12月31日には 2020年1月15日、大統領令第10900004161号により本法案が公布され、2020年1月17日に発効しました。

## 法律制定過程
2020年の大統領選挙、副大統領選挙、立法委員選挙に対応して立法院の会期が短縮されるため、「中国共産党工作員」関連の改正は2019年11月18日までに完了しなければ立法院に提出できない状況であった。進党の最高責任者である柯建銘、幹事長管碧玲、書記長李俊俋らは、計画通りに審査の日程を組むとし、11月25日に公聴会を開いた。李俊俋が、既存の8つのバージョンの法案はほとんど両極端であり、それらを統合することは困難であると指摘した。
2019年11月29日、本法案は立法院長の蘇嘉泉氏により、異議なく2回目の朗読を行うことが発表された。 中国国民党は、「外国勢力の影響に関する透明化法」は、人々の自由を殺し、傷つけ、人々の基本的な権利に大きな影響を与えていると述べました。「外国勢力の影響に関する透明化法」は《反併吞中華民國法草案》に沿うべきだと主張した。
2019年12月14日、蔡英文総統は侵入防止法が12月31日に成立する見込みであることを表明した。立法院の蘇嘉全院長は2019年12月27日に党派を超えた議連を招集し、「反侵入法」について協議していたが、第1条と第12条のみが可決され、残りの条文は翌日に条文ごとに採決された。12月31日、国民党の立法委員が抗議のために辞退した後、法案は正式に第3読会で可決された。2020年1月15日、蔡英文総統は華中益益子第10900004161号に署名した。 2020年1月15日、蔡英文総統が総統令第10900004161号に署名し、2020年1月17日に発効した。

## 法律の主要内容
反浸透法は12条からなり、まず中華民国の主権と自由民主憲法を支持することを明記している。 第2条では外国の敵対勢力を、中華民国と戦争状態にあり、武力で対峙し、または非平和的手段を提唱する国、政治団体、または集団と定義している。 そして、第3条から第12条までは、中華民国の民主的活動に影響を与えるために敵対勢力から支援を受けた場合の罰則とその実施方法が記載されている。

## 台湾の世論
2019年12月17日、両岸政策協会が発表した世論調査によると、政府が反浸透法を成立させるべきだと賛成する人は57％、反対する人は25.8％しかいなかった。
2019年12月31日、緑党が発表した世論調査では、侵入禁止法について「強く賛成」が28.5％、「やや賛成」が20.2％、「あまり賛成ではない」が9.1％、「強く反対」が10.7％、さらに「よくわからない」が26.3％、「意見なし」が5.3％となった
2019年12月31日、両岸政策協会が発表した世論調査では、反浸透法の成立を支持する人が49.2％、反対する人が27.7％だった。

## 成立の背景
事実上、中国による台湾への選挙運動やロビー活動、政治献金、社会秩序の破壊、選挙に関連した虚偽情報の拡散などの活動の禁止を狙ったものであり、違反した者には5年以下の懲役および33万2000ドル（約3600万円）以下の罰金が科される。
王立強事件において、オーストラリアで亡命を求めている王立強が中国のスパイ活動に関与し、台湾や香港、オーストラリアでの中国の工作活動を暴露したことも成立に世論が後押しした。
また、中華統一促進党という政党が中国から資金提供を受けている疑惑や台湾の統一派政党、新党が中国の資金から資金提供をうけた問題なども関係した。